# Karel Špaček (ekonom)
Karel Špaček (25. března 1930 Praha – 31. srpna 2019[zdroj?]) byl český a československý ekonom a politik Občanského fóra a Občanského hnutí, po sametové revoluci ministr financí české vlády v rámci federace.

## Biografie
Absolvoval VŠE Praha. Byl ženatý, měl jedno dítě. V letech 1953–1990 pracoval na ministerstvu financí na různých postech, přičemž jeho poslední funkci zde byl ředitel odboru státního rozpočtu. Na téma veřejných financí a rozpočtu publikoval v odborném tisku. Roku 1990 se stal místopředsedou České komise pro plánování a vědeckotechnický rozvoj. Před rokem 1989 nebyl nikdy členem politické strany.
Po sametové revoluci se zapojil do politiky. 29. června 1990 byl jmenován ministrem financí ve vládě Petra Pitharta. Portfolio si udržel do konce existence této vlády, tedy do 2. července 1992. Do vlády usedl za Občanské fórum, po jeho rozpadu zastupoval Občanské hnutí.
V roce 1993 se stal členem představenstva firmy Desta Děčín, od roku 1994 do roku 1998 působil v České spořitelně na pozici asistenta generálního ředitele. Zároveň přednášel na katedře veřejných financí VŠE. V období let 1994–2000 byl předsedou představenstva a místopředsedou dozorčí rady Bankovního institutu vysoké školy v Praze. V roce 1998 se stal náměstkem ministra průmyslu a obchodu a na této pozici setrval do roku 2002, v letech 1999–2000 pak působil na postu člena dozorčí rady firmy ČEZ a od roku 2000 byl členem správní rady Českých drah. V roce 2001 se uváděl jako předseda meziresortní hodnotitelské komise Programu na podporu rozvoje průmyslových zón a člen Vědeckého grémia při Bankovní asociaci.